# Curling nos Jogos Olímpicos de Inverno de 2014
O torneio de curling nos Jogos Olímpicos de Inverno de 2014 foi realizado no Centro de Curling Cubo de Gelo, localizado no Parque Olímpico de Sóchi. A competição masculina aconteceu de 10 a 21 de fevereiro e a feminina iniciou-se no mesmo dia e encerrou-se um dia antes, em 20 de fevereiro.

## Programação
A seguir está a programação da competição para os dois eventos da modalidade.
Horário local (UTC+4).
| Data            | Horário | Evento                                |
| --------------- | ------- | ------------------------------------- |
| 10 de fevereiro | 9:00    | Torneio masculino – sessão 1          |
| 10 de fevereiro | 14:00   | Torneio feminino – sessão 1           |
| 10 de fevereiro | 19:00   | Torneio masculino – sessão 2          |
| 11 de fevereiro | 9:00    | Torneio feminino – sessão 2           |
| 11 de fevereiro | 14:00   | Torneio masculino – sessão 3          |
| 11 de fevereiro | 19:00   | Torneio feminino – sessão 3           |
| 12 de fevereiro | 9:00    | Torneio masculino – sessão 4          |
| 12 de fevereiro | 14:00   | Torneio feminino – sessão 4           |
| 12 de fevereiro | 19:00   | Torneio masculino – sessão 5          |
| 13 de fevereiro | 9:00    | Torneio feminino – sessão 5           |
| 13 de fevereiro | 14:00   | Torneio masculino – sessão 6          |
| 13 de fevereiro | 19:00   | Torneio feminino – sessão 6           |
| 14 de fevereiro | 9:00    | Torneio masculino – sessão 7          |
| 14 de fevereiro | 14:00   | Torneio feminino – sessão 7           |
| 14 de fevereiro | 19:00   | Torneio masculino – sessão 8          |
| 15 de fevereiro | 9:00    | Torneio feminino – sessão 8           |
| 15 de fevereiro | 14:00   | Torneio masculino – sessão 9          |
| 15 de fevereiro | 19:00   | Torneio feminino – sessão 9           |
| 16 de fevereiro | 8:00    | Torneio masculino – sessão 10         |
| 16 de fevereiro | 13:00   | Torneio feminino – sessão 10          |
| 16 de fevereiro | 18:00   | Torneio masculino – sessão 11         |
| 17 de fevereiro | 8:00    | Torneio feminino – sessão 11          |
| 17 de fevereiro | 13:00   | Torneio masculino – sessão 12         |
| 17 de fevereiro | 18:00   | Torneio feminino – sessão 12          |
| 19 de fevereiro | 13:00   | Torneio feminino – semifinal          |
| 19 de fevereiro | 18:00   | Torneio masculino – semifinal         |
| 20 de fevereiro | 11:30   | Torneio feminino – disputa do bronze  |
| 20 de fevereiro | 16:30   | Torneio feminino – final              |
| 21 de fevereiro | 11:30   | Torneio masculino – disputa do bronze |
| 21 de fevereiro | 16:30   | Torneio masculino – final             |

## Qualificação
As qualificações para os torneios de curling nos Jogos Olímpicos de Inverno foi determinada através de dois métodos. Cada nação poderia se classificar ganhando pontos de qualificação de acordo com o desempenho no Campeonato Mundial de Curling de 2012 e 2013. Também poderiam se classificar através de um evento de qualificação olímpica, realizada no segundo semestre de 2013. Sete nações classificaram suas equipes por pontos nos campeonatos mundiais e duas na qualificatória olímpica, além da Rússia que qualificou suas equipes automaticamente por ser o país anfitrião, totalizando assim dez equipes por gênero nos torneios de curling.
Masculino
| Método de classificação       | Vagas | Classificados                                                                        |
| ----------------------------- | ----- | ------------------------------------------------------------------------------------ |
| País sede                     | 1     | RUS Rússia                                                                           |
| Pontos via Campeonato Mundial | 7     | CAN Canadá SWE Suécia GBR Grã-Bretanha NOR Noruega DEN Dinamarca CHN China SUI Suíça |
| Qualificatória olímpica       | 2     | GER Alemanha USA Estados Unidos                                                      |
| Total                         | 10    |                                                                                      |

Feminino
| Método de classificação       | Vagas | Classificados                                                                                       |
| ----------------------------- | ----- | --------------------------------------------------------------------------------------------------- |
| País sede                     | 1     | RUS Rússia                                                                                          |
| Pontos via Campeonato Mundial | 7     | SWE Suécia SUI Suíça GBR Grã-Bretanha CAN Canadá USA Estados Unidos DEN Dinamarca KOR Coreia do Sul |
| Qualificatória olímpica       | 2     | CHN China JPN Japão                                                                                 |
| Total                         | 10    | |

## Medalhistas
| Evento             | Ouro                                                                          | Prata                                                                                                | Bronze                                                                               |
| ------------------ | ----------------------------------------------------------------------------- | --- | ------------------------------------------------------------------------------------ |
| Masculino detalhes | Brad Jacobs Ryan Fry E. J. Harnden Ryan Harnden Caleb Flaxey CAN Canadá       | David Murdoch Tom Brewster Greg Drummond Scott Andrews Michael Goodfellow GBR Grã-Bretanha           | Niklas Edin Sebastian Kraupp Fredrik Lindberg Viktor Kjäll Oskar Eriksson SWE Suécia |
| Feminino detalhes  | Jennifer Jones Kaitlyn Lawes Jill Officer Dawn McEwen Kirsten Wall CAN Canadá | Maria Prytz Christina Bertrup Maria Wennerström Margaretha Sigfridsson Agnes Knochenhauer SWE Suécia | Eve Muirhead Anna Sloan Vicki Adams Claire Hamilton Lauren Gray GBR Grã-Bretanha     |

## Quadro de medalhas
| Ordem | País             | Medalha de ouro | Medalha de prata | Medalha de bronze |   | Ordem por total |
| ----- | ---------------- | --------------- | ---------------- | ----------------- | - | --------------- |
| 1     | CAN Canadá       | 2               |                  |                   | 2 | 1               |
| 2     | SWE Suécia       |                 | 1                | 1                 | 2 | 1               |
|       | GBR Grã-Bretanha |                 | 1                | 1                 | 2 | 1               |
| TOTAL | TOTAL            | 2               | 2                | 2                 | 6 | —               |